# Azman Ilham Noor
Đây là một tên người Mã Lai. Theo tập quán Mã Lai, tên gọi hay được sử dụng hơn. Tên gọi của người này là Azman Ilham.
Azman Ilham bin Haji Mohamed Noor (sinh ngày 17 tháng 2 năm 1984) là một cầu thủ bóng đá người Brunei thi đấu ở vị trí thủ môn cho Kota Ranger FC của Brunei Super League.
Azman thi đấu cho QAF FC và NBT FC trước khi ký hợp đồng cho câu lạc bộ chuyên nghiệp duy nhất của Brunei, DPMM FC để dự bị cho Wardun Yussof. Anh được cho mượn đến Prisons Department trong thời gian của lệnh cấm FIFA của Brunei. Anh được giải phóng cuối mùa giải 2016.

## Sự nghiệp quốc tế
Anh từng thi đấu cho đội tuyển quốc gia kể từ năm 2006, và được triệu tập tham dự Vòng loại AFF Suzuki Cup 2014. He was also selected tham dự 2014 Hassanal Bolkiah Trophy là một trong 5 cầu thủ quá tuổi được phép.

## Danh hiệu

### Team
Brunei DPMM FC
- S.League: 2015
- Singapore League Cup (3): 2009, 2012, 2014